# Veliki Bilač
Veliki Bilač is een plaats in de gemeente Čaglin in de Kroatische provincie Požega-Slavonië. De plaats telt 49 inwoners (2001).